# Trichopoda luteipennis
Trichopoda luteipennis är en tvåvingeart som beskrevs av Christian Rudolph Wilhelm Wiedemann 1830. Trichopoda luteipennis ingår i släktet Trichopoda och familjen parasitflugor. Inga underarter finns listade i Catalogue of Life.